# Delhi (Californie)
Pour les articles homonymes, voir Delhi (homonymie).
Delhi est une census-designated place (CDP) située dans le comté de Merced, en Californie.